# Red (album de King Crimson)
Red este un album din 1974 al trupei de rock progresiv King Crimson.
A fost ultimul lor album de studio din anii 1970 și totodată ultimul înainte ca Robert Fripp să destrame temporar formația. Fripp și Bill Bruford sunt singurii de pe acest album care vor mai apărea și în alte componențe ale grupului.

## Tracklist
1. "Red" ( Robert Fripp ) (6:16)
2. "Fallen Angel" ( Fripp , Richard Palmer - James , John Wetton ) (6:03)
3. "One More Red Nightmare" ( Fripp , Wetton ) (7:10)
4. "Providence" ( Bill Bruford , David Cross , Fripp , Wetton ) (8:10)
5. "Starless" ( Bruford , Cross , Fripp , Palmer-James , Wetton ) (12:16)

## Componență
- Robert Fripp - chitară , mellotron
- John Wetton - chitară bas , voce
- Bill Bruford - baterie , percuție

cu
- David Cross - vioară
- Mel Collins - saxofon soprano
- Ian McDonald - saxofon alto
- Robin Miller - oboi
- Marc Charig - trompetă